# Lord Ruthven of Freeland
Lord Ruthven of Freeland ist ein erblicher britischer Adelstitel in der Peerage of Scotland.

## Verleihung
Der Titel wurde im Januar 1651 von König Karl II. für Sir Thomas Ruthven geschaffen.
Die Verleihungsurkunde (Letters Patent) ist mutmaßlich 1750 bei einem Brand des damaligen Familiensitzes, Freeland House bei Forgandenny in Perthshire, verloren gegangen. Daher ist unklar mit welcher Erbregelung der Titel verliehen wurde. Dennoch wurde der Titel weiterhin anerkannt und angenommen, dass der Titel in Ermangelung männlicher Nachkommen auch in weiblicher Linie vererbbar sei.
Sein Nachfahre, der 9. Lord, wurde am 28. Oktober 1919 in der Peerage of the United Kingdom zum Baron Ruthven of Gowrie erhoben. Mit dem Titel war damals ein Sitz im britischen House of Lords verbunden, war aber nur in männlicher Linie vererbbar, weshalb er beim Tod von dessen Sohn, dem 10. Lord und 2. Baron, am 16. April 1956 an dessen Großneffen Alexander Ruthven, 2. Earl of Gowrie, fiel. Der Lordtitel fiel hingegen an dessen Tochter als 11. Lady.
Die 11. Lady war in erster Ehe mit George Howard, 11. Earl of Carlisle verheiratet. Ihr Sohn, der spätere 12. Lord, erbte von seinem Vater 1963 auch die zur Peerage of England gehörenden Titel Earl of Carlisle, Viscount Howard of Morpeth und Baron Dacre of Gillesland. Der Lordtitel ist seither ein nachgeordneter Titel des jeweiligen Earls.
Heutiger Titelinhaber ist dessen Sohn George Howard, 13. Earl of Carlisle, 13. Lord Ruthven of Freeland.

## Liste der Lords Ruthven of Freeland (1651)
- Thomas Ruthven, 1. Lord Ruthven of Freeland († 1673)
- David Ruthven, 2. Lord Ruthven of Freeland († 1701)
- Jean Ruthven, 3. Lady Ruthven of Freeland († 1722)
- Isobel Ruthven, 4. Lady Ruthven of Freeland († 1783)
- James Ruthven, 5. Lord Ruthven of Freeland († 1783)
- James Ruthven, 6. Lord Ruthven of Freeland (1733–1789)
- James Ruthven, 7. Lord Ruthven of Freeland (1777–1853)
- Mary Hore-Ruthven, 8. Lady Ruthven of Freeland (um 1784–1864)
- Walter Hore-Ruthven, 9. Lord Ruthven of Freeland, 1. Baron Ruthven of Gowrie (1838–1921)
- Walter Hore-Ruthven, 10. Lord Ruthven of Freeland, 2. Baron Ruthven of Gowrie (1870–1956)
- Bridget Monckton, 11. Lady Ruthven of Freeland (1896–1982)
- Charles Howard, 12. Earl of Carlisle, 12. Lord Ruthven of Freeland (1923–1994)
- George Howard, 13. Earl of Carlisle, 13. Lord Ruthven of Freeland (* 1949)

Mutmaßlicher Titelerbe (Heir Presumptive) ist der Bruder des aktuellen Titelinhabers Hon. Philip Howard (* 1963).